# Pyarjung
Pyarjung – gaun wikas samiti w zachodniej części Nepalu w strefie Gandaki w dystrykcie Lamjung. Według nepalskiego spisu powszechnego z 2001 roku liczył on 487 gospodarstw domowych i 2423 mieszkańców (1301 kobiet i 1122 mężczyzn).